# Екавски изговор
Екавският изговор е един от общо трите класифицирани изговора в общия сърбохърватски език от 20 век.
В Сърбия този изговор е разпространен във Войводина, централната, източната и южната част от страната, т.е. употребата му съвпада с границата на онези определяни и като сръбски говори, които са част от т.нар. балкански езиков съюз.
В Хърватия екавския изговор се среща в Славония (славонски говор), Истрия и сред кайкавското наречие в Подравието.
В Босна и Херцеговина и Черна гора сред новообособените политически бошняшки и черногорски език няма екавски изговор.
Изговорът е класифициран въз основа на рефлексната замяна на праславянския Ят (ѣ = [æ:]), посредством преминаването му в е:
ѣ → е
млѣко → млеко (mleko)
цвѣтъ → цвет (cvet)
мѣсто → место (mesto)
Замяната на ята с е е заситена, но не и абсолютна:
ѣ → и
долѣвати → доливати
нѣсмь → нисам
В смисъла по който са класифицирани част наречията, диалектите и говорите в т.нар. сърбохърватски език, правилото се отнася и до западните български говори, според общоприетата ятовата граница в българския език.